# Alianța pentru Drepturi și Libertăți
Alianța pentru Drepturi și Libertăți (în bulgară Алианс за права и свободи, transliterat: Alians za prava i svobodi, acronim АПС/ APS; în turcă Hak ve Özgürlükler İttifakı), cunoscut și ca DPS-Dogan, este o coaliție politică și electorală din Bulgaria. A fost formată anterior alegerilor din octombrie 2024.
Coaliția a susținut că reprezintă Mișcarea pentru Drepturi și Libertăți (DPS), în urma unei dispute la conducerea partidului. Această afirmație a fost contestată de DPS – Un Nou Început, o altă coaliție care s-a înregistrat în aceeași zi cu DPS–Dogan. Pe 11 septembrie, instanțele au decis că cererea electronică a lui Peevski era validă și că acesta a putut să candideze cu DPS inițial. DPS–Dogan este prezidat de Dzhevdet Chakarov, dar numele său comun provine din legăturile sale cu fondatorul și personajul cheie din DPS original, Ahmed Dogan.

## Context
Coaliția electorală a fost formată ca răspuns la o dispută juridică între președinții comuni ai DPS inițial, Chakarov (care este aliat cu Dogan) și Delyan Peevski. Pe 27 august 2024, Peevski a fost demis din funcția de președinte alături de mai mulți aliați. Această mișcare a fost legată de Dogan. Peevski a contestat decizia și a susținut că această acțiune este neconstituțională. Din această cauză, nu a existat un lider clar al DPS-ului original. Odată cu apropierea termenului limită de înscriere pentru alegerile din octombrie, atât aripile Dogan, cât și Peevski s-au pregătit pentru a conduce coaliții separate.
Când înregistrarea s-a deschis pe 2 septembrie, au fost înregistrate atât coaliția Dogan, cât și Peevski. Ambii au susținut că au fost primii, Peevski depunând o cerere electronică fără precedent, mai degrabă decât una personal.
După ce DPS-Peevski a fost recunoscut drept DPS legitim de către Curtea Administrativă Supremă a Bulgariei, DPS~Dogan și-a schimbat numele și s-a înregistrat fără a pretinde că DPS este membru al alianței.

## Compoziție
Compoziția DPS–Dogan este următoarea, deși statutul dacă partidul oficial DPS candida în DPS–Dogan sau DPS–Peevski nu a fost încă stabilit de către Comisia Electorală Bulgară. În ciuda faptului că DPS inițial a fost inclus ca parte a ambelor coaliții electorale, Comisia a decis pe 4 septembrie că ambele trebuie să demonstreze că partidul inițial nu face parte din niciunul dintre grupuri, lucru pe care niciuna dintre aripi nu a fost de acord să facă până la termenul limită de 7 septembrie. Pe 11 septembrie, instanțele au decis că cererea electronică a lui Peevski era validă și că acesta a putut să candideze cu DPS. Ca atare, Uniunea Populară Agrară a înregistrat noul nume pentru alianță.
| Partid | Partid                                                 | Lider             | Ideologie                               | Note |
| ------ | ------------------------------------------------------ | ----------------- | --------------------------------------- | --- |
|        | Mișcarea pentru Drepturi și Libertăți (DPS) (de facto) | Dzhevdet Chakarov | Liberalism Interesele minorității turce | |
|        | Doar Patrioți Uniți pentru Bulgaria (SBOR)             | Dimitar Iliev     |                                         | Anterior parte din coaliția electorală Împreună în 2023.                                                          |
|        | Uniunea Populară Agrară                                | Roumen Yonchev    | Agrarianism                             | Fostă parte a diferitelor coaliții electorale, cea mai recentă Bulgaria Albastră pentru alegerile din iunie 2024. |

## Rezultate electorale

### Adunarea Națională
| Alegeri        | Lider             | Voturi  | %         | Locuri   | +/– | Guvern                                  |
| -------------- | ----------------- | ------- | --------- | -------- | --- | --------------------------------------- |
| Octombrie 2024 | Dzhevdet Chakarov | 182,263 | 7.48 (#6) | 19 / 240 | Nou | Sprijin pentru guvernul GERB-BSP-OL-ITN |